# Acide 3-phosphoglycérique
 (novembre 2024).
Si vous disposez d'ouvrages ou d'articles de référence ou si vous connaissez des sites web de qualité traitant du thème abordé ici, merci de compléter l'article en donnant les références utiles à sa vérifiabilité et en les liant à la section « Notes et références ».
L’acide 3-phosphoglycérique — ou 3-phosphoglycérate sous forme déprotonée, abrégée en 3PG — est un composé organique important en biochimie. Seul l'énantiomère 3-phospho-D-glycérate est biologiquement actif. Il intervient selon les cas comme métabolite de la glycolyse en relation avec la chaîne respiratoire ou comme intermédiaire du cycle de Calvin en relation avec la photosynthèse.

## Rôle dans la glycolyse
| Biosynthèse                          | Biosynthèse                                     | Biosynthèse                          |  | Dégradation                          | Dégradation                          | Dégradation                          |
|                                      | + ADP {\displaystyle \rightleftharpoons } ATP + |                                      |  |                                      | {\displaystyle \rightleftharpoons }  |                                      |
| 1,3-BPG                              |                                                 | 3PG                                  |  | 3PG                                  |                                      | 2PG                                  |
| Phosphoglycérate kinase – EC 2.7.2.3 | Phosphoglycérate kinase – EC 2.7.2.3            | Phosphoglycérate kinase – EC 2.7.2.3 |  | Phosphoglycérate mutase – EC 5.4.2.1 | Phosphoglycérate mutase – EC 5.4.2.1 | Phosphoglycérate mutase – EC 5.4.2.1 |

### Biosynthèse
Le groupe phosphate à haut potentiel de transfert du 1,3-bisphospho-D-glycérate (1,3-DPG) produit au cours de la glycolyse permet de phosphoryler une molécule d'ADP en ATP pour former le 3-phospho-D-glycérate (3PG) sous l'action de la phosphoglycérate kinase ; c'est la première étape de la glycolyse où de l'énergie est récupérée sous forme réutilisable, emmagasinée dans l'ATP.

### Dégradation
Le 3-phospho-D-glycérate est isomérisé en 2-phospho-D-glycérate (2PG) par la phosphoglycérate mutase.

## Rôle dans le cycle de Calvin
Le dioxyde de carbone CO2 est fixé sur le D-ribulose-1,5-bisphosphate par la ribulose-1,5-bisphosphate carboxylase/oxygénase (Rubisco) pour donner du 3-céto-2-carboxyarabinitol-1,5-bisphosphate, composé très instable qui se dissocie immédiatement en deux molécules de 3-phospho-D-glycérate. Celui-ci est ensuite phosphorylé par la phosphoglycérate kinase à l'aide d'une molécule d'ATP pour donner du 1,3-bisphospho-D-glycérate.

## Rôle dans la biosynthèse des acides aminés
Le 3-phospho-D-glycérate est également précurseur de la sérine, elle-même précurseur de la cystéine et de la glycine à travers le cycle de l'homocystéine.